# Ministerstwo Handlu Wewnętrznego i Usług
Ministerstwo Handlu Wewnętrznego i Usług – urząd ministra, naczelny organ administracji państwowej, członek Rady Ministrów powołany z zadaniem działania w obszarze obrotu hurtowego i detalicznego, drobnej wytwórczości i usług świadczonych dla ludności.

## Ustanowienie urzędu Ministra Handlu Wewnętrznego i Usług
Na podstawie ustawy z 1972 r. o utworzeniu urzędu Ministra Handlu Wewnętrznego i Usług ustanowiono nowy urząd w miejsce zniesionego urzędu Ministra Handlu Wewnętrznego oraz Komitetu Drobnej Wytwórczości.

## Zakres działania urzędu
Do zakresu działania Ministra Handlu Wewnętrznego i Usług należały sprawy:
- handlu wewnętrznego;
- przemysłu gastronomicznego;
- koordynacja działalności oraz rozwoju drobnej wytwórczości;
- usług dla ludności;
- państwowego przemysłu terenowego;
- spółdzielczości pracy;
- rzemiosła;
- jakość wyrobów przeznaczonych na zaspokojenie potrzeb ludności.

## Zakres działania urzędu z 1976 r.
Na podstawie rozporządzenia Rady Ministrów z 1976 r. Minister Handlu Wewnętrznego i Usług był koordynatorem kształtowania i realizacji zaopatrzenia rynku w towary i usługi oraz rozwoju i działalności drobnej wytwórczości, wynikających z polityki gospodarczej państwa, na podstawie wieloletnich i rocznych narodowych planów społeczno-gospodarczych. Minister Handlu Wewnętrznego i Usług koordynował w ramach narodowego planu społeczno-gospodarczego działalność ministerstw, urzędów centralnych, centralnych związków spółdzielni oraz innych jednostek organizacyjnych w dziedzinie handlu wewnętrznego, usług i drobnej wytwórczości. Minister Handlu Wewnętrznego i Usług przedstawiał wnioski, propozycje i współdziała w ustalaniu kwartalnych planów dochodów i wydatków pieniężnych ludności oraz określaniu rozwoju produkcji towarów rynkowych i ich importu.
Do zakresu działania Ministra Handlu Wewnętrznego i Usług należało w szczególności:
- organizowanie zaopatrzenia rynku w towary i usługi, oddziaływanie na wielkość i strukturę podaży towarów i usług oraz dostosowanie ich do potrzeb nabywców,
- określanie w ramach narodowego planu społeczno-gospodarczego kierunków rozwoju handlu wewnętrznego, usług i drobnej wytwórczości oraz zadań gospodarczych, polityki inwestowania, zatrudnienia i płac w zakresie handlu i usług dla centralnych organizacji prowadzących działalność handlową i usługową,
- opracowywanie systemów planowania i zarządzania w handlu wewnętrznym i usługach, stosowanie ekonomicznych instrumentów oddziaływania na jednostki handlowe, usługowe i drobnej wytwórczości oraz grupujące je organizacje,
- opracowywanie programów rozwoju i kształtowania struktury konsumpcji indywidualnej,
- ocena potrzeb rynku na towary i usługi,
- podejmowanie działań w celu niedopuszczenia na rynek wewnętrzny towarów nieodpowiedniej jakości,
- inicjowanie badań naukowych w zakresie problematyki handlu wewnętrznego i usług,
- programowanie kształcenia, doskonalenia i rozwoju kadr stosownie do potrzeb handlu wewnętrznego i usług,
- sprawy produkcji w jednostkach podporządkowanych oraz importu urządzeń i sprzętu na potrzeby handlu wewnętrznego, usług i drobnej wytwórczości.

## Nadane uprawnienia urzędowi z 1976 r.
Minister Handlu Wewnętrznego i Usług w celu wykonania swoich zadań:
- ustalał zasady obrotu towarami rynkowymi, organizacji i funkcjonowania handlu wewnętrznego, usług i drobnej wytwórczości oraz inicjuje kierunki postępu organizacyjno-technicznego,
- opracowywał i przedstawiał Komisji Planowania przy Radzie Ministrów zbiorcze projekty wieloletnich i rocznych planów obejmujące działalność resortów, centralnych organizacji handlu i centralnych związków spółdzielni w zakresie handlu wewnętrznego i usług, a także kompleksowe projekty wieloletnich i rocznych planów jednostek bezpośrednio podporządkowanych,
- określał kierunki inwestowania oraz rozwoju sieci handlowo-usługowej w kraju,
- określał w ramach zasad ustalonych przez Radę Ministrów politykę zatrudnienia i płac w dziedzinie handlu wewnętrznego i usług,
- kontrolował wyniki ekonomiczne osiągane w działalności handlowej i usługowej,
- przedstawiał propozycje, wnioski i opinie w sprawie zasad systemów ekonomiczno-finansowych, zasad opodatkowania i polityki kredytowej,
- ustalał zasady i opracowywał okresowe plany zaopatrzenia rynku w towary i usługi oraz sprzedaży detalicznej prowadzonej przez wszystkie uspołecznione organizacje,
- przedstawiał Komisji Planowania przy Radzie Ministrów stanowisko wobec projektów planów dostaw towarów przez resorty i organizacje dostarczające towary na rynek,
- dysponował określoną w narodowym planie społeczno-gospodarczym masą towarową na zaopatrzenie rynku wewnętrznego i drobnej wytwórczości oraz podejmował działania w kierunku dostosowania wielkości i struktury podaży towarów do potrzeb rynku,
- decydował o wielkości dostaw towarów rynkowych realizowanych przez wszystkie resorty dla poszczególnych regionów kraju,
- przyznawał nagrody dla zakładów przemysłowych z funduszu aktywizacji produkcji towarów rynkowych,
- wyrażał zgodę na ograniczenie lub zaniechanie przez resorty dotychczasowej produkcji towarów rynkowych,
- wydawał i cofał uprawnienia do prowadzenia działalności hurtowej,
- określał zasady wyprzedaży towarów posezonowych oraz obniżek cen towarów o podaży przekraczającej popyt,
- planował limity dewizowe na import towarów przeznaczonych na zaopatrzenie rynku i drobnej wytwórczości, dysponował nimi oraz ustalał strukturę asortymentową towarów importowanych,
- określał strukturę wymiany towarów rynkowych z zagranicą oraz zasady eksportu wewnętrznego towarów rynkowych,
- przyznawał prawo do oznaczania wyrobów rynkowych znakami jakości,
- wydawał zakazy zakupu towarów nieodpowiedniej jakości oraz występował do właściwych ministrów o wydanie zakazu produkcji tych wyrobów,
- ustalał w porozumieniu z właściwymi ministrami wykaz towarów rynkowych, które powinny być objęte gwarancją producenta oraz szczegółowe zasady tej gwarancji,
- zgłaszał wnioski i wydawał opinie co do zasad ustalania i wysokości cen towarów rynkowych, stawek i opłat taryfowych, usług i marż handlowych oraz w ramach ustalonych łącznie marż handlowych ustalał podział tych marż na hurtową i detaliczną,
- inicjował i organizował wspólnie z resortami przemysłowymi reklamę towarów rynkowych i usług,
- organizował i prowadził badania rynku, spożycia towarów i świadczenia usług opłacanych z dochodów osobistych ludności oraz badania naukowe w zakresie problematyki handlu wewnętrznego i usług,
- inicjował i organizował współpracę naukowo-techniczną i gospodarczą z zagranicą w zakresie działania resortu, reprezentował handel wewnętrzny, usługi i drobną wytwórczość wobec organizacji międzynarodowych,
- prowadził politykę w dziedzinie informacji, publikacji i wydawnictw dotyczących handlu wewnętrznego i usług,
- ustalał zasady dokumentacji i ewidencji oraz organizował systemy informatyki handlu wewnętrznego i usług,
- wprowadzał w szczególnie uzasadnionych wypadkach doraźne, uproszczone informacje o sytuacji rynkowej, powiadamiając o tym Prezesa Głównego Urzędu Statystycznego,
- określał zadania handlu wewnętrznego i usług związane z obronnością kraju.

## Zniesienie urzędu
Na podstawie ustawy z 1987 r. o zmianach w zakresie działania niektórych naczelnych i centralnych organów administracji państwowej zniesiono urząd Ministra Handlu Wewnętrznego i Usług i ustanowiono utworzenie urzędu Ministra Rynku Wewnętrznego.